# Voievodul țiganilor (nuvelă)
Voievodul țiganilor (în maghiară A cigánybáró, cu sensul de Baronul țiganilor) este (un roman scurt sau) o nuvelă romantică din 1885 de Jókai Mór. Reprezintă una dintre cele mai cunoscute opere literare ale scriitorului maghiar. A inspirat o operetă omonimă, Voievodul țiganilor (Der Zigeunerbaron), a cărei muzică a fost compusă în anul 1885 de Johann Strauss (fiul) pe un libret scris de Ignatz Schnitzer.
Povestea principală are loc în secolul al XVIII-lea, când Botsinkay Jónás, singurul fiu al lui Gáspár, revine acasă în Banat pe moșia Botsinká și încearcă să-și refacă viața, să caute comoara ascunsă a tatălui său, să își găsească o soție și să ajute oamenii săraci, mai ales țiganii.
Scriitoarea Legeza Ilona îl consideră cel mai faimos roman scurt din lume, celebru prin opereta lui Strauss. Ceea ce este mai bun în scrierea lui Jókai decât în operetă este în primul rând culoarea locală, descrierea romantică populară a țiganilor și a vieții țigănești. Cu toate că povestea în sine este construită pe contraste destul de spectaculoase, stilul lui Jókai, bogăția sa lingvistică, umorul său și, în același timp, tema sa arhaică și modernă totodată o face una dintre cele mai bune opere ale scriitorului.

## Prezentare

### Trei sute de butoaie cu arginți
Familia Botsinkay a fost aliată cu turcii de generații și a devenit astfel foarte bogată. Gáspár Botsinkay și Pașa Mehemed din Timișoara s-au înțeles, de asemenea, foarte bine. Moșia lui Gáspár se găsea lângă mlaștinile Begăi, apărată din calea apelor de un dig. La 5 august 1717 s-a născut fiul boierului maghiar. Pașa Mehemed a fost, de asemenea, invitat la botezul lui Jónás și l-a informat pe domnul Gáspár că viața cea bună s-a sfârșit pentru ei, deoarece prințul Eugen de Savoia va asedia curând Timișoara. Trei sute de butoaie cu arginți ale pașei au fost ascunse la loc sigur pe moșia lui Botsinkay. Aici a fost ascunsă, de asemenea, și comoara pe care familia Botsinkay a adunat-o de generații. Când Timișoara a fost ocupată de austrieci, Gáspár Botsinkay și-a urcat soția și copilul mic într-o căruță, a îndesat bani de aur în șaua calului său și a fugit cu armata lui Pașa Amhat. A fugit în Țara Românească și a crezut că se va întoarce în curând la moșia sa cu ajutorul turcilor.

### Moștenirea vrăjită

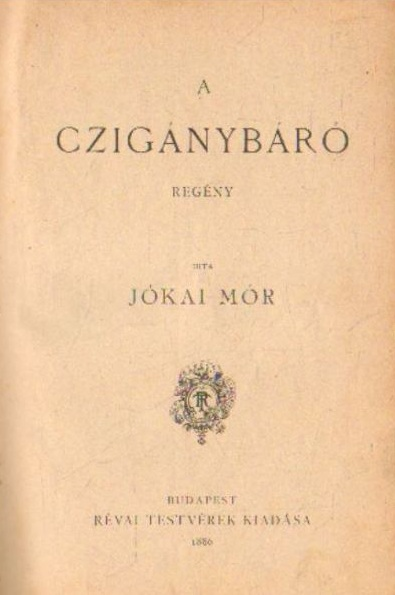
Coperta primei ediții

Planurile lui Gáspár Botsinkay nu s-au împlinit niciodată, a avut o viață tumultuoasă în țara turcească deoarece Pașa Mehemed a fost decapitat în piața Atmeidan pentru că a predat austriecilor Timișoara. Nu înainte ca pașa să mărturisească sub tortură că doar Gáspár Botsinkay știe unde este milionul de taleri lipsă. De atunci, Gáspár a fost când închis când trimis în fruntea unei trupe de cavalerie, ținut mereu sub supraveghere doar-doar va trăda secretul comorii. Turcii au renunțat la Banat și Gáspár a murit curând pe pământ turcesc, fiind îngropat în nisipul roșu din cimitirul Iz-Nikimidi lângă Francisc Rákóczi. 
Soția și fiul lui s-a despărțit de acesta la Orșova și nu l-au mai văzut niciodată. Cei doi au locuit la Vidin pentru o vreme în mare sărăcie. Femeia, după ce și-a vândut bijuteriile, a cântat prin cafenele și mai târziu un artist ambulant arab a luat-o sub protecția lui, cutreierând împreună toată Bulgaria și Rumelia. Băiatul a început să crească și arabul l-a învățat și pe el să sară ca broasca, să umble în mâini și tot felul de jonglerii și lucruri asemenea folositoare.  După ce arabul și-a rupt gâtul într-un accident fatal, văduva lui Botsinkay a deschis o cafenea improvizată, în care micul Jónás aprindea lulelele beilor și alte servicii asemănătoare. Mama l-a învățat noaptea cultura creștină (literele, rugăciuni) și i-a dezvăluit lui Jónás că este descendent al unei familii nobile maghiare foarte bogate din Banat. Georgiana a îmbătrânit devreme, înnebunită de durere a murit de durere la vestea morții lui Gáspár Bocsinkay în Rodostó. Tatăl său a lăsat o mie de galbeni (unui efendi turc cu care era prieten) ca moștenire fiului său, căruia i-au revenit până la urmă doar o sută, dar chiar și așa era o adevărată minune în aceea perioadă că s-a întâmplat acest lucru. Pentru Jónás o sută de galbeni reprezentau o comoară.
Când  Banatul a fost în cele din urmă recucerit în întregime de imperiul austriac condus de Maria Terezia, s-a proclamat iertare celor exilați. Astfel Jónás Botsinkay a moștenit o moșie de șaisprezece mii de iugăre și un castel în Banatul Timișoarei. Băiatul a călătorit de la Istanbul la Orșova cu o corabie cu pânze. Mergând acasă spre țărm, a luat un cal și a mers călare prin ținutul Timișoarei. La Timișoara a semnat un jurământ de loialitate față de împărăteasă cu guvernatorul neamț. După ce a fost repus oficial în drepturi, a plecat împreună cu însoțitorii săi (un comisar militar și un inginer hotarnic) în propriul său sat, Botsinká. Cu toate acestea, cea mai mare parte a terenului era sub apă, iar părțile uscate erau un hățiș de tufe, prin care nu se putea merge. În fața a doi martori locali (preotul paroh local și bătrâna țigancă Cafrinka), după cum cerea legea, domnișorul Jónás a primit posesiunile sale. Castelul său fiind în paragină, iar satul pustiu, locuite fiind doar casa preotului și a țigăncii Cafrinka, Jónás îi cere preotului să stea la el peste noapte, dar acesta îl trimite la casa țigăncii, nu înainte ca să-i dispară preotului două linguri din argint cu blazonul familiei sale.

### Bordeiul țigăncii
Cafrinka, care era considerată căpetenia vrăjitoarelor, locuia la marginea satului. Jónás a ajuns la vechea ei casă, care se dărâma, unde a fost invitat la o cină „modestă” (inițial floricele, dar apoi a primit purceluș de lapte, pogăci, miere cu nuci, cașcaval afumat, gogoși și [...] vin gros de Menès. Jonah a întâlnit-o pe fiica acesteia, pe Szaffi, despre care a crezut, pentru o vreme, că se poate transforma într-o pisică neagră mare. După cină, i-a dat bătrânei țigănci Cafrinka cărțile mamei sale și Cafrinka  i-a prezis viitorul dragului său oaspete:
„Te vei căsători în scurtă vreme. Ceea ce va visa micuța ta soție în noaptea nunții, tu pune-o să-ți povestească: căci visul acesta se va împlini și atunci vei fi un om la fel de bogat ca și tatăl tău; ba mai mult, de două ori mai bogat. Vei fi un domn vestit.”
După rugăciunea Tatăl nostru (care nu a fost rotită invers cum aveau obiceiul vrăjitoarele), toți s-au odihnit, în vis i s-a părut că a auzit-o pe Szaffi murmurând cântece vrăjite. Când s-a trezit dimineața, Jónás a uitat versurile, doar melodia i-a răsunat mereu în urechi.

### Fata de măritat
Jónás a plecat a doua zi dis-de-dimineață să-și caute o soție. Pe drum, a întâlnit o ceată de vânătoare condusă de generalul baron Feuerstein. S-a împrietenit cu aceștia și și-a dezvăluit simplu intenția de a se căsători. Generalul credea că Botsinkay glumește, așa că i-a recomandat-o pe micuța domnișoară Arsena care locuia în apropiere, în Castelul Sugovici. Tatăl fetei, domnul Lonciar (Loncsár), a fost negustor de porci, dar acum trăia pe picior mare ca un moșier bogat. După prânz, domnii au jucat cărți, ceea ce l-a ajutat puțin pe domnul Jónás să-și umple punga. A doua zi a plecat din castelul generalului baron Feuerstein spre sud și a ajuns pe la prânz la castelul domnului Loncsár, unde toți oaspeții săi erau boieri croați. Mulți dintre aceștia o ceruseră în zadar de soție pe Arsena, iar Jónás are de trecut mai multe încercări crude (sălbăticiuni în camera fetei, delicatese din cărăbuși vii, cafea neagră cu ierburi amare, o presupusă stafie etc.). Cu toate acestea, Jónás a trecut de ele, învățat cu viaca de saltimbanc, așa că fata a devenit docilă și s-a apropiat de el, dar nu l-a lăsat niciodată s-o sărute. Loncsár a văzut că fiica sa îl place pe băiat, așa că a acceptat căsătoria, cu o singură condiție: dacă Jónás va fi în stare să obțină titlul de baron. Băiatul s-a întrebat cum ar putea realiza acest lucru și apoi și-a amintit de baronul Feuerstein, așa că s-a întors imediat în satul generalului. Pe parcurs, a prins un porumbel voiajor urmărit de o gaie uriașă, a copiat textul scrisorii în limba germană pe care nu o înțelegea, a pus la loc scrisoarea și i-a dat drumul porumbelului să-și ducă la capăt misiunea.

### Cele șapte probe pentru dobândirea titlului de baron
Tânărul a ajuns deja în castelul cavalerului Feuerstein din Luduș sau Clarissendorf. Clarvăzătorul baroanei, Meister Pumpernick, un boem vienez, de dragul glumelor, era îmbrăcat ca un mag din India de Est și începe să-i prezică viitorul lui Jónás. Astfel îi spune despre o nuntă și de un rang de baron, iar Jónás l-a ascultat uimit, deoarece acesta este și motivul pentru care s-a întors aici, de a afla cum ar putea deveni baron. Baroana Feuerstein i-a spus că are de trecut prin șapte probe: virtutea, credința, fidelitatea, noblețea, manierele, vitejia și a șaptea probă: trebuie să reziste testului înțelepciunii. Meister Pumpernick este desemnat principalul său ajutor și profesor. Jónás a trecut toate încercările (care au fost planificate doar ca o glumă, astfel încât invitații lui Feuerstein să râdă cu poftă de el). Chiar și Guszti, cel mai rău urs din zonă, (care nu era decât un catâr vioi, îmbrăcat cu o blană mare de urs) de asemenea, a fost învins de băiat. Între timp, Jónás a studiat sârguincios limba germană, pentru că voia să știe cât mai repede conținutul scrisorii al cărei text l-a copiat anterior:
Maimuțoiul meu scump! Am găsit în sfârșit un fraier nemaipomenit care vrea să se căsătorească cu mine. E moștenitorul moșiei Botsinkay, care a fost crescut până acum de țigani. Niciodată nu am văzut un asin ca ăsta. Dar tatăl meu mă dă doar dacă acesta devine baron. Idiotul a înghițit gălușca și fuge acum la tine. Te rog să-l ajuți să cadă în plasă. Tu ai multe relații. Dacă el își atinge scopul, ne vom atinge și noi scopul. Dacă mă căsătoresc cu el, nimic nu va mai sta în calea fericirii noastre. 
- Te sărut de o mie de ori. 

- Trandafirul tău sălbatic.
Când Botsinkay a înțeles conținutul mesajului, a părăsit castelul pe ramura unui copac de la fereastra camerei sale, astfel încât nimeni nu știe pe unde a fugit.

### Istoria celor două linguri de argint
Preotul paroh - în furia sa din cauza dispariției celor două linguri de argint - s-a plâns la Timișoara, a adus jandarmi, care au luat-o pe bătrâna țigancă Cafrinka în cătușe. Sub tortură, femeia a mărturisit totul, că este vrăjitoare și căpetenia vrăjitoarelor, că se înțelege bine cu diavolii, dar a spus că nu știa nimic despre cele două linguri de argint. În cele din urmă, a fost arsă pe rug din paie ca pedeapsă. Jónás, când s-a întors în sat, a găsit-o pe Szaffi îndurerată și a mângâiat-o. Pentru că a considerat că din vina lui mama fetei a fost ucisă, a promis că se va căsători cu orfana. Preotul a fost foarte surprins când Jónás și fata au apărut în fața lui. La început nu a vrut să-i cunune, dar când a aflat secretul celor două linguri de argint (care de fapt nici măcar nu au dispărut din casa lui) i-a căsătorit, pe voievodul țiganilor cu prințesa țigancă, deși nu a trecut căsătoria în foaia matriculară a parohiei. Cu toate acestea, Jónás și Szaffi se cununaseră cu adevărat.

### Primul vis al miresei
Jónás a luat cina în castelul său gol (fragi parfumați și grași) și apoi s-a dus să se odihnească într-o cameră alături de soția sa (pe iarbă proaspăt cosită acoperită cu mantaua de cavaler a lui Jónás). A doua zi dimineață, Saffi i-a spus ce a visat în aceea noapte:
Un bărbat cărunt, cu barbă lungă, a venit la mine într-un caftan turcesc brodat cu flori de aur[...] și mi-a spus: „Fiica mea! Sunt Mehemed, pașa Timișoarei. Să știi că toate comorile mele sunt îngropate în acest loc, împreună cu nemaipomenitele comori ale tatălui soțului tău, Botsinkay Gáspár. Ține bine minte locul unde sunt ascunse. Unde globul de pe crucea bisericii din Botsinkai își va arunca umbra la prânz la ora 12, la șapte zile după ziua nașterii soțului tău, săpați la o adâncime de doi stânjeni; acolo veți găsi comorile. Eu, Mehemed pașa, îți las moștenire tot ceea ce este al meu: soțul tău va primi ca moștenire partea tatălui său”.
Cei doi au calculat că vor trebui să aștepte încă patruzeci și nouă de zile pentru a găsi moștenirea. După trei zile, însă, băiatul s-a plictisit de așteptare, astfel s-a hotărât să calculeze cam pe unde ar trebui să cadă umbra globului de pe crucea din turnul bisericii. Cu toate acestea, la prima cercetare, au găsit doar un ceaun mare de fier, acoperit cu un capac de aramă, plin cu arginți. O mică avere, dar nu suficientă pentru planurile sale.
Jónás a mai săpat încă două nopți la rând, astfel încât a trebuit să scoată pământul cu o frânghie, atât de adâncă era groapa. Apoi au găsit ceea ce căutau cu adevărat: au dat peste numeroase bogății. A doua zi, Jónás Botsinkay s-a dus la Timișoara, a mers direct la guvernator pentru a cere soldați și meșteri care să lucreze pe moșia sa. Iar cei care vor dori o casă și pământ de lucrat să vină să se așeze pe moșia lui, vor primi în plus semințe și vite, pe gratis. De asemenea, a cerut ca treizeci de butoaie să fie încărcați cu arginți: pentru a fi duși împărătesei Maria Teresa pentru a o ajuta în treburile statului, deoarece numeroasele războaie au golit visteria. După construcția barajului, a drenării apei și a așezării a numeroși oameni, moșia Botsinkay a suferit o transformare minunată, în curând mulți oaspeți nobili au venit în trăsuri cu cinci cai la bogatul domn, care avea atât de multe comori încât a dăruit din ele chiar și împărătesei. Două sute de dragoni imperiali au însoțit convoiul de care ce a transportat butoaiele pline cu arginți din curtea castelului până la Viena. 
Cu toate acestea, când aveau oaspeți, Szaffi nu ieșea din camera ei, pe care a păstrat-o ca în prima lor noapte împreună. Nimeni nu știa de căsătoria sa. Când plecau toți oaspeții, Jónás fugea mereu la ea, unde se simțea cel mai bine.

### Comoara lui Szaffi
În schimbul arginților, grațioasa împărăteasă îl numește pe Jónás Cavaler al Ordinului Sfântul Ștefan, care nu are altă răsplată decât aceea că la sărbătorile regale, cavalerul poate mânca înaintea altor cavaleri din alte ordine și, la cererea sa, poate primi titlul de baron pe loc. Jónás se duce cu mândrie lui Saffi în costumul de ceremonie primit odată cu numirea sa, dar Saffi îi spune că îl preferă în hainele în care l-a cunoscut.
Oricum, Jónás s-a săturat de vizitele continue ale marilor nobili. El este mai interesat de țigani. De aceea, strânge la un loc mai mulți țigani nomazi din Timișoara într-un sat și formează o nouă așezare cu ei în munți: Țigandia (Cigándia). Acolo, se vor ocupa de minerit și de metalurgie. Și acesta a devenit locul preferat al lui Jónás. El și-a petrecut majoritatea timpului acolo printre țigani, el era, cu tenul său bronzat, aproape unul dintre ei. Însă conștiința lui era chinuită de faptul că a provocat fără voie moartea prin tortură a unui suflet nevinovat. Cu toate acestea, el a vrut doar să glumească cu lingurile de argint. Și din cauza glumei sale, Cafrinka a fost trimisă la moarte și în iad. Szaffi nu are nevoie de nimic, doar de o comoară pe care Jónás trebuie să ghicească ce anume este.
Jónás se duce la bulibașa bătrână a așezării pe care a întemeiat-o. Astfel află că bulibașa a fost de față în timpul interogatoriului bătrânei Cafrinka: el a fost cel care a dat foc uneltelor de tortură. Se pare, de asemenea, că el a strâns cenușa Cafrinkăi într-o cutie din fier pe care a așezat-o într-o groapă de sub spânzurătoarea de pe cele cinci coline din Seghedin.
Jónás își dă seama acum care este comoara lui Saffi! El și bulibașa așteaptă  până în ziua de Sf. Medárd pentru a vedea dacă vremea furtunoasă îi va ajuta să treacă nevăzuți când vor pleca timp de șapte săptămâni de la Cigándia la Seghedin (Szeged) pentru a lua rămășițele Cafrinkăi de la spânzurătoare.
Planul lor reușește, iar Jónás se întoarce cu rămășițele soacrei sale, iar Szaffi este fericită. Ea îi cere un ultim lucru lui Jónás: să pună în secret rămășițele mamei sale în cavoul familiei Botsinkay. Dar Jónás refuză să facă acest lucru: nu va permite ca o vrăjitoarea condamnată pentru niște linguri pe care nu le-a furat să fie îngropată printre strămoșii săi glorioși! El vrea să-i organizeze o înmormântare adevărată și să-i curețe cenușa murdăriei unei sentințe nedrepte.
Îi părăsește pe Saffi și pe cei doi băieți ai lor și pleacă ca să-și îndeplinească promisiunea.

### Fiat voluntas tua (Facă-se voia Ta)
- Țigan! 

Nimănui nu-i place să fie numit așa. Chiar și țăranul disprețuiește țiganul[...] Țiganul este ultimul între țărani, iar baronul este ultimul dintre nobili.
Jónás este deranjat de aceste lucruri și își promite că va face ca numele de țigan să fie rostit cu respect. Iar titlul cu care a fost poreclit, de baron al țiganilor, să devină un titlu de onoare. În acest scop, începe să întocmească pe cheltuiala sa proprie, un detașament de husari țigani. În oastea unui general scorțos și înfumurat, sunt batjocoriți și urmăriți cu suspiciune și neîncredere. Dar Jónás așteptă liniștit ocazia de a demonstra ce și-a propus. Care și apare curând: cele șaizeci și patru de tunuri ale armatei imperiale au fost distruse de dușmani. Țiganii lui Jónás și-au suflecat mânecile și le-au reparat pe toate într-o singură noapte. Generalul i-a onorat acum, denumindu-i oficial brigadă de fierari, iar pe Jónás l-a înaintat la gradul de brigadier.
Vestea s-a răspândit rapid și a ajuns până la curtea imperială. De asemenea, a fost invitat la Viena, a fost numit colonel și baron, iar regina l-a onorat cu atenția sa. Jónás s-a gândit însă, chiar și în timpul festivităților, doar la soția și cei doi copii ai săi de care nimeni nu avea cunoștință.
La o sărbătoare, se întâlnește chiar și cu domnișoara Arsena și cu baronul Feuerstein. Feuerstein îi spune că întâlnirea lor nu este o întâmplare: împărăteasa a fost informată cu privire la faptul că a cerut-o de soție pe Arsena și că împărăteasa a eliminat deja toate obstacolele din calea căsătoriei lor.
Jónás începe să se frământe în secret pentru a afla cum ar putea scăpa din această capcană. Nu poate menționa scrisoarea pe care a descoperit-o, cea purtată de porumbel. Fiind într-o situație prostească - crede că numai un prost poate să o rezolve. În marea lui suferință, Jónás îi cere sfatul și ajutorul măscăriciului (prostului) de la curte. Și la următoarea sărbătoare, acesta va obține printr-un șiretlic semnătura oficială a reginei virtuoase: Fiat voluntas tua, Maria Theresa Regina. Semnătura a fost dată pe cererea lui Jónás: prin aceasta, se ține o nuntă legală, unde sunt dezvăluite adevărata origine și adevăratul nume al lui Szaffi.
Membrii familiei Botsinkay, acum nenumărați, trăiesc și în prezent în Canaanul numit Banat.

## Personaje
- Botsinkay Jónás, singurul fiu al lui Gáspár cu a treia soție a sa, o georgiană. S-a născut la 5 august 1717.
- Botsinkay Gáspár, cel mai bogat boier din Banatul Timișoarei, proprietar al moșiei Botsinká, tatăl lui Jónás. Acesta a strâns avere colaborând cu turcii, astfel a fost nevoit să fugă în țările turce când Imperiul Austriac a preluat Timișoara.
- Pașa Mehemed, prieten al lui Gáspár, nașul de botez al lui Jónás. Mehemed a ascuns trei sute de butoaie cu arginți pe moșia lui Botsinkay.
- Pașa Amhát Csendereli (Cendreli), comandant al armatei turcești care vine dinspre Țara Românească pentru a alunga trupele prințului Eugen de Savoia, fără succes însă.
- Bătrâna țigancă Cafrinka era considerată căpetenia vrăjitoarelor, locuia la marginea satului Botsinká.
- Szaffi, fiica Cafrinkăi, despre care Jónás crede că se transformă în pisică neagră.
- Generalul baron Feuerstein, vecinul lui Jónás.
- Moșierul Loncsár (Lonciar), fost negustor de porci, care acum locuia în Castelul Sugovic.
- Domnișoara Loncsár Arzéna (Arsena de Sugovitz / Sugovici / Sagovici), fiica sa, într-o relație amoroasă cu baronul Feuerstein.
- Profesorul Meister Pumpernickel, un boem vienez, un fel de prestidigitator .
- Preotul nenumit al moșiei Botsinká care a făcut ca țiganca Cafrinka să fie arsă pe rug.

## Veridicitate istorică
La 5 august 1717, când Gáspár Botsinkay și Pașa Mehemed din Timișoara s-ar fi sfătuit să ascundă comorile pe moșia Botsinka, Timișoara și întreg Banatul au fost deja eliberate din mâinile otomanilor și formau deja o Țară a Coroanei („Kronland”), fără nobili locali și cu administrație civilă și militară condusă direct de la Viena. Prin urmare, pașa  Mehmed nu a avut cum să fie nașul micului Jónás, și nici să îngroape comorile cu tatăl său.
Ioan Hațegan localizează moșia Botsinká între satele Bazoșu Vechi și Bazoșu Nou, la circa 20 km sud-est de Timișoara, unde a fost o zonă agricolă fertilă în perioada otomană când s-au făcut și digurile pomenite în partea I, „Trei sute de butoaie cu arginți”.
Ajutorul oferit împărătesei Maria Terezia, atât butoaiele pline cu arginți, dar mai ales o trupă formată din țigani care o ajută pe împărăteasă să-și păstreze tronul, „poate fi verosimil, dar mai greu credibil”, potrivit lui Ioan Hațegan.
Procesul „vrăjitoarei” ” Cafrinka și arderea ei pe rug de paie la Seghedin (Szeged) a fost posibil în secolul al XVIII-lea în Banat, când în toată Europa exista o adevărată vânătoare de vrăjitoare, ale cărei victime au fost numeroase țigănci care practicau alte obiceiuri decât cele creștine și erau considerate greșit practici vrăjitorești de către autorități. În plus, o altă realitate bănățeană din secolul al XVIII-lea a fost vampirismul, când vechi credințe și superstiții se manifestau în proporții de masă, în timp ce administrația austriacă a consemnat conștiincios fiecare faptă în parte, luând măsuri, unele ciudate, impuse de codul civil și penal habsburgic.
În concluzie, opera literară romantică Voievodul țiganilor, inspirată din fapte și întâmplări bănățene din secolul al XVIII-lea, este o împletire de fapte istorice reale cu ficțiuni literare.

## Adaptări
Lucrarea a inspirat o operetă omonimă, Voievodul țiganilor (Der Zigeunerbaron), a cărei muzică a fost compusă în anul 1885 de Johann Strauss (fiul) pe un libret scris de Ignatz Schnitzer bazat pe același text.
În 1985, după nuvela Voievodul țiganilor a fost realizat un film de animație de lungmetraj, romantic de aventuri, Szaffi, în regia lui Attila Dargay. A fost produs de György Budai. Pe coloana sonoră apar melodiile lui Johann Strauss. Produs de Pannonia Film Studio (MAFILM Pannónia Filmstúdió), a avut premiera în Ungaria la 11 aprilie 1985, iar o versiune refăcută a apărut la 3 mai 2018 în cinematografe.

## Traduceri în limba română
- Voievodul țiganilor. Trandafirul galben, Editura Dacia, Cluj-Napoca 1976, traducere de Al. Pezderka și Al. Chiriacescu; ilustrații de Felicia Avram, copertă broșată sau dură[16]
- Voievodul țiganilor. Trandafirul galben, Editura Ares, 1993, traducere de Al. Pezderka și Al. Chiriacescu[17]
- Voievodul Țiganilor, Editura Tracus Arte, 2013, ISBN 978-606-664-191-3[18]

Traducerea din 1976 de la Editura Dacia (cf. pag. 6) a fost realizată pe baza ediției din 1954 în limba maghiară, A cigánybáró, care a apărut la editura Szépirodalmi Könyvkiadó din Budapesta.